# Sega Saturn
Sega Saturn, també coneguda com a Saturn, és una consola de 32 bits de la companyia de videojocs Sega, llençada l'any 1994 al Japó, i el 1995 als Estats Units i a Europa.
Va aconseguir vendre 170.000 unitats aproximadament el seu primer dia en venda a l'estat japonès. La xifra augmentà fins al mig milió d'unitats durant nadal del mateix any.
Fou una dura competidora de la Playstation. Malauradament, la consola de Sega no tenia un catàleg prou ampli com la seva rival de Sony. A més, la Saturn presentava una arquitectura de programació realment complexa. Va arribar a vendre 10 milions d'unitats.
Actualment, alguns dels seus jocs han esdevingut peces de col·leccionisme molt buscades, com ara els mítics Radiant Silvergun, Panzer Dragoon Saga, Guardian Heroes, Shining Force III Premium, Dungeon & Dragons, etc.

## Història
Va ser llançada al mercat el 22 de novembre de 1994 al Japó, i el maig de 1995 a l'Amèrica del Nord. Se'n van vendre 170.000 màquines el primer dia al Japó. Això va propiciar que hi hagués molt pocs jocs desenvolupats per al dia de l'estrena i que la qualitat d'aquests no reflectissin les veritables capacitats de la màquina.
Sega Saturn va arribar a obtenir en els seus primers dies un valuós segon posat en la lluita pel mercat dels videojocs, però va perdre terreny amb l'aparició de la PlayStation, que tenia un ampli catàleg de jocs i era molt més fàcil de programar a l'hora de crear jocs, atès que la Sega Saturn, en tenir dos processadors de 32 bits en paral·lel (Hitachi SH2) i un tercer de suport (Hitachi SH1) afegia una dificultat molt forta als programadors no habituats a aquest tipus d'arquitectures. Més tard, amb l'arribada de la Nintendo 64 va quedar relegada a un tercer pla en la lluita pel mercat dels videojocs del qual no va poder aixecar el cap. D'aquesta manera, a Amèrica i Europa pràcticament va desaparèixer cap a l'any 1998 aguantant solament al Japó fins a l'arribada, cap a final d'aquest mateix any, de la seva successora: la Dreamcast. Malgrat l'arribada de la nova màquina de Sega, van seguir publicant-se alguns jocs més al Japó fins ben entrat l'any 2000. Es va parar la producció a Amèrica i Europa el 1999 i al Japó va ser el 2000.
Actualment molts dels jocs per a aquesta consola són una preuada peça de col·leccionista. Títols com Shining Force III Premium Disc, Panzer Dragoon Saga, Deep Fear, D, Enemy Zero o Dungeons & Dragons aconsegueixen xifres astronòmiques en subhastes per internet. A causa de la política de Sega Europe aleshores, acompanyada per les escasses vendes de la consola, els jugadors europeus no van poder gaudir de jocs com Grandia, Street Fighter Zero 3, Metal Slug o Vampire Savior.
Amb el mòdem Netlink, només disponible oficialment als EUA i el Japó (utilitzable a Europa), es podia jugar en línia als jocs que ho permetien. A pesar que s'anunciava la Dreamcast com la primera consola amb joc en línia, pero ja es podia jugar en línia amb la Sega Saturn. És correcte que Dreamcast era la primera consola amb capacitats en línia de sèrie, per un mòdem integrat. Avui dia, encara es juguen partides mitjançant trucades directes entre mòdems a jocs com Duke Nukem 3D mitjançant la Sega Saturn.
Al Brasil la consola va ser distribuïda per la companyia TecToy. Si bé es desconeix el nombre de vendes, s'estimen cinc o sis milions a causa de l'èxit dels productes Sega en aquest país.

## Models
Es van comercialitzar diversos models a tot el món, entre els més importants es troben els següents:

### Models d'Amèrica del Nord
- MK-80000: Fabricada del 8/95 fins al 3/96.
- MK-80000A: Fabricada del 3/96 fins al 7/96.
- MK-80001: Fabricada del 7/96 fins al 96.

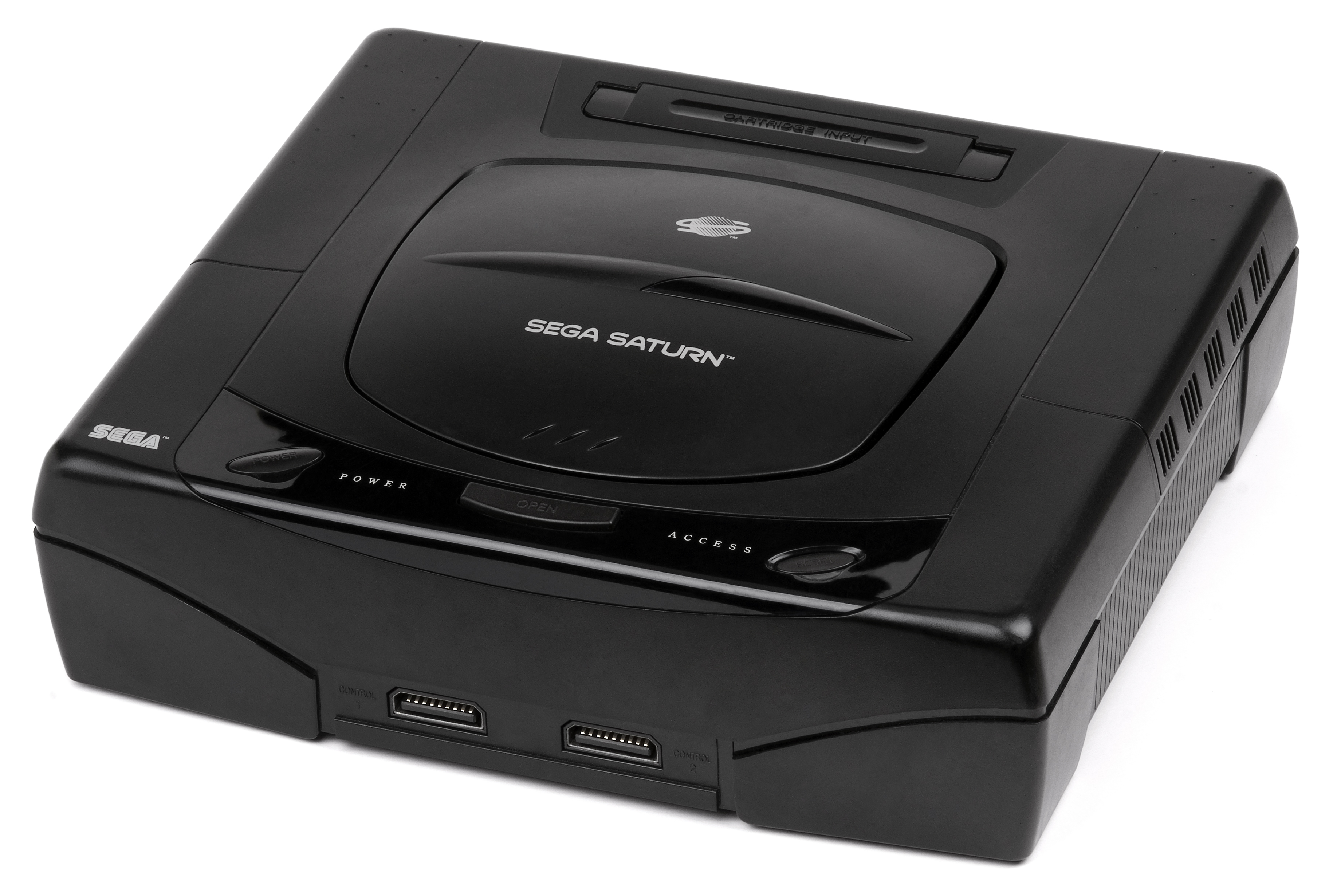
MK-80000

### Models japonesos
Va haver-hi multitud de models, aproximadament deu, entre ells cal destacar l'últim model de SATURN fabricat al món:
- Skeleton Saturn: una saturn de color gris transparent que en la tapa del cd tenia impresa la frase "This is Cool" es van fabricar solament 50.000 unitats.
- Hitachi HiSaturn.
- Hitachi HiSaturn Navi.
- Jap New.
- JVC V-Saturn.
- Saturn Old.

### Models europeus i australians
- MK-08200-03.
- MK-80200-50: botons ovals i llums d'accés a CD.
- MK-80200A: negra amb botons rodons, una sola llum al costat del botó 'Power', botó de "Eject" en forma trapezoïdal i sense ranures de ventilació.